# Changan Eado
Changan Eado (кит. 逸动) — компактный автомобиль, выпускающийся с 2012 года китайской компанией Changan.

## Первое поколение
Автомобиль Changan Eado впервые был представлен в 2010 году на Пекинском автосалоне. Продажи автомобиля начались 27 марта 2012 года. На базе Eado также выпускается кроссовер Changan CS35.

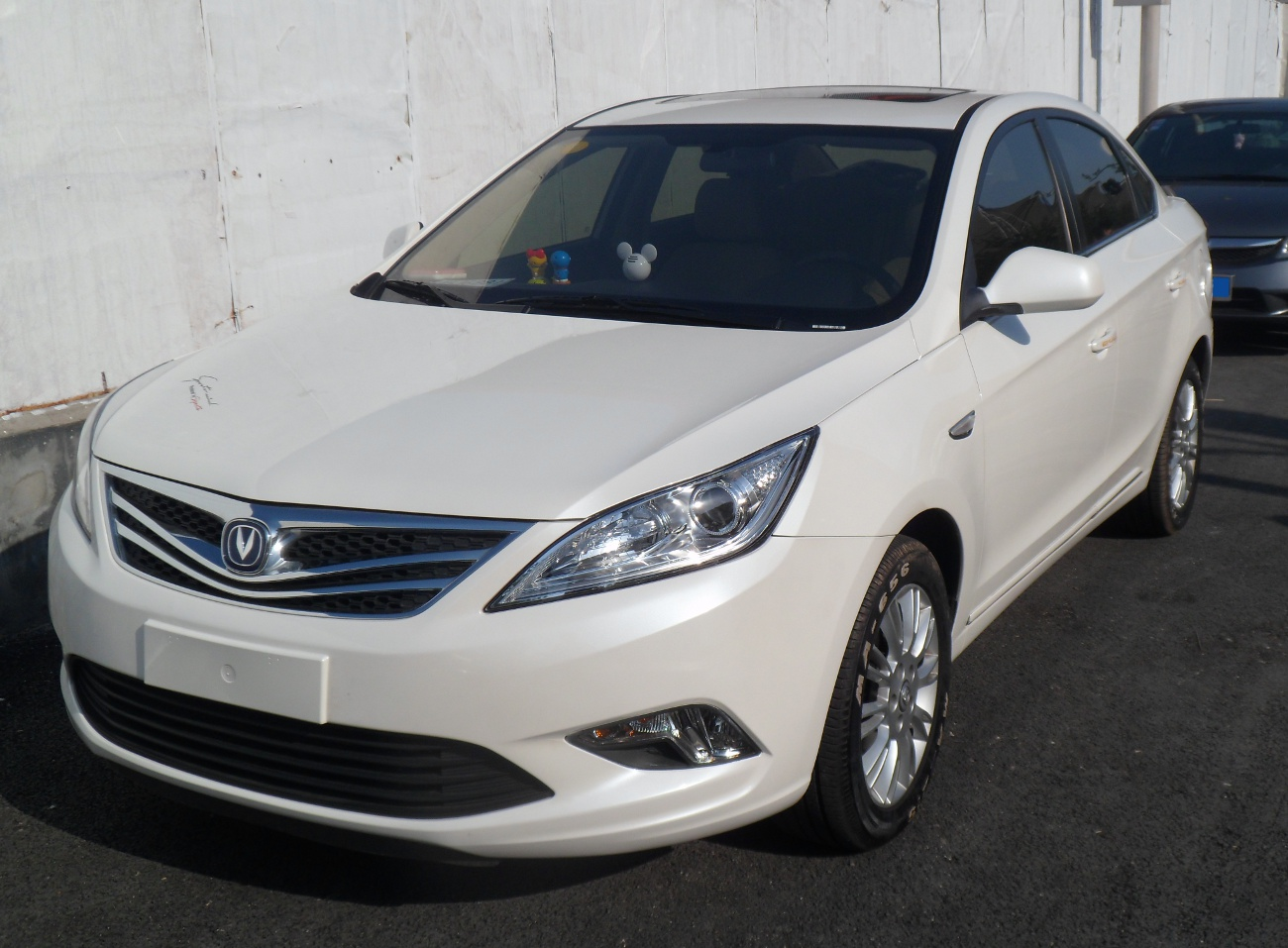
Changan Eado I
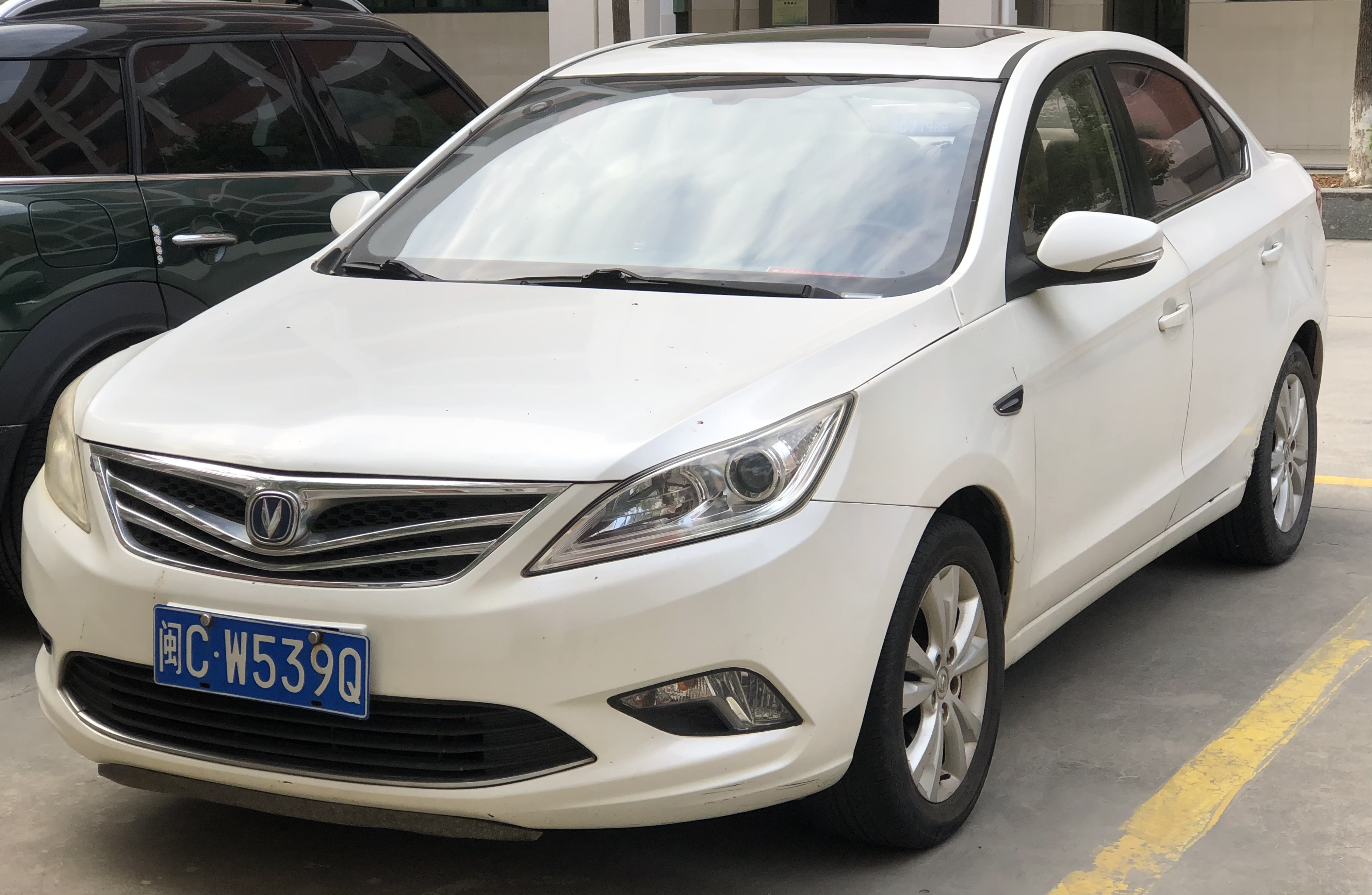
Вид спереди
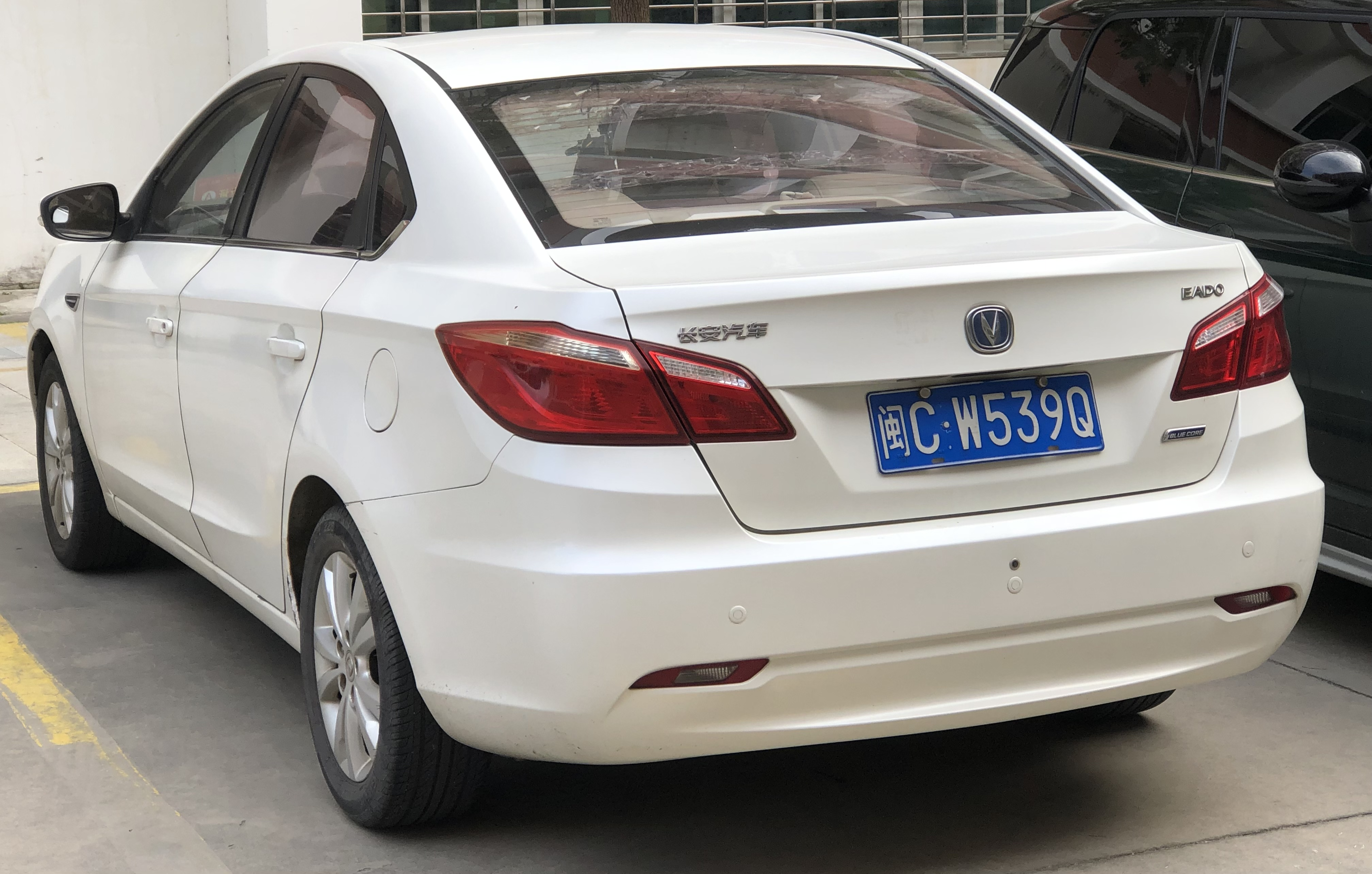
Вид сзади

### Eado XT/Eado XT RS
В 2013 году на Шанхайском автосалоне был представлен хетчбэк Eado XT. Версия с турбонаддувом получила индекс Eado XT RS.

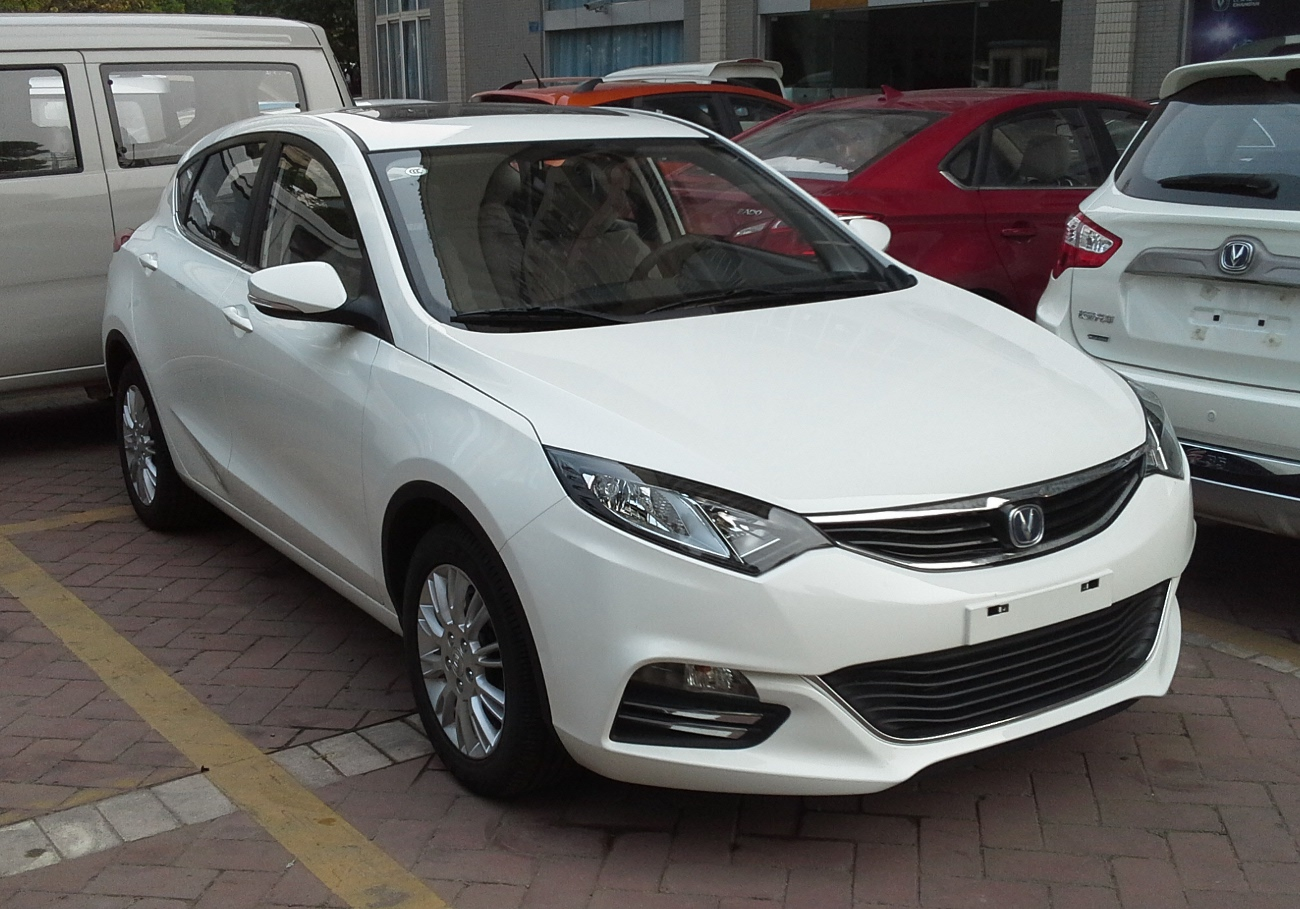
Вид спереди
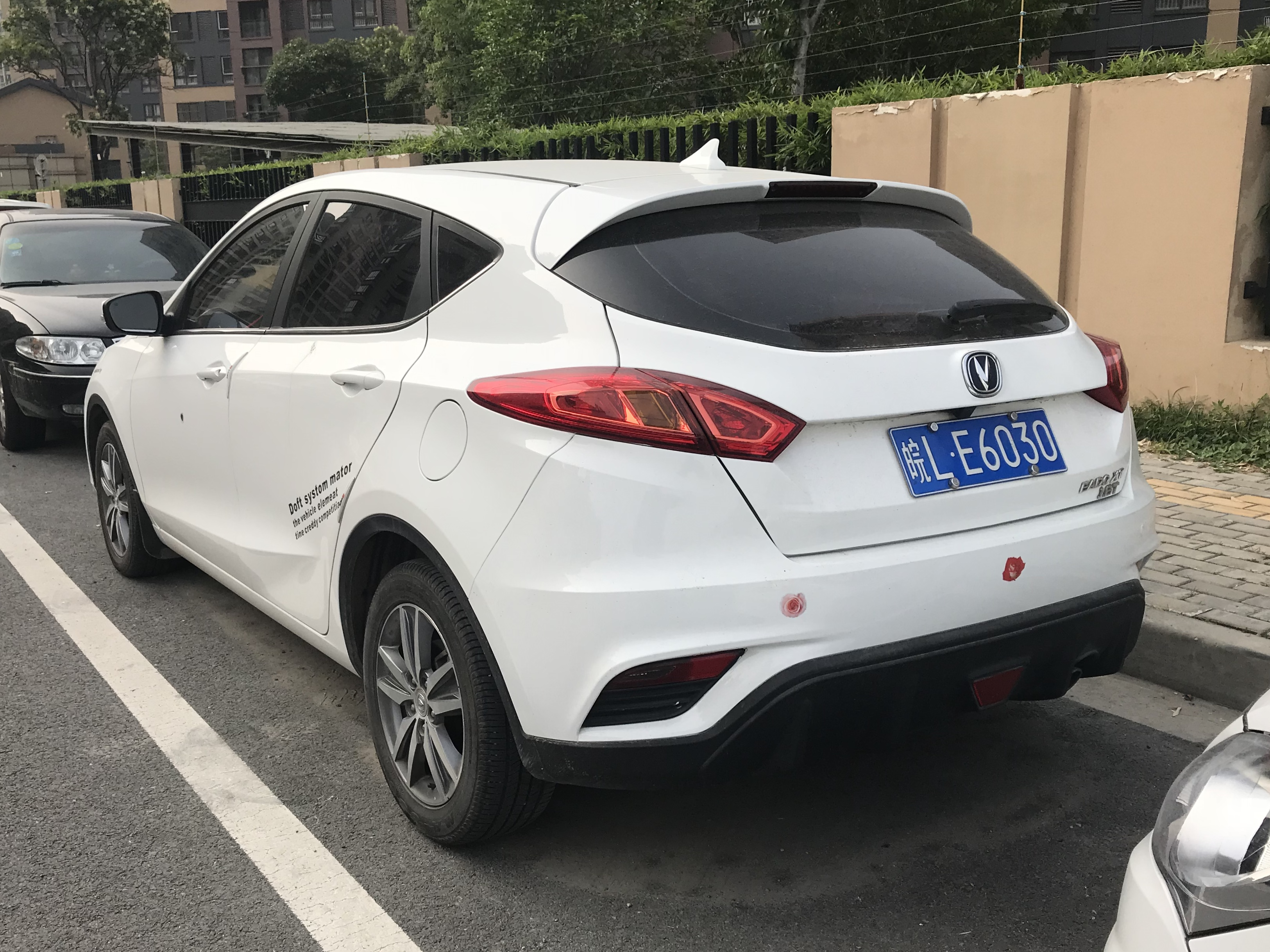
Вид сзади

### Eado Blue
Гибридный автомобиль Changan Eado Blue оснащён бензиновым двигателем внутреннего сгорания объёмом 1,5 литра, мощностью 112 л. с. На рынки модель поставляется с 2014 года.

### Eado EV300
Электромобиль Changan Eado EV300 оснащён литий-ионным аккумулятором напряжением 26 кВт*ч. Масса в снаряжённом состоянии 1610 кг, а запас хода 160 км. Заявленная максимальная скорость составляет 140 км/ч. Модель впервые была представлена на Пекинском автосалоне в апреле 2014 года. От оригинального Changan Eado модель отличается синей радиаторной решёткой.

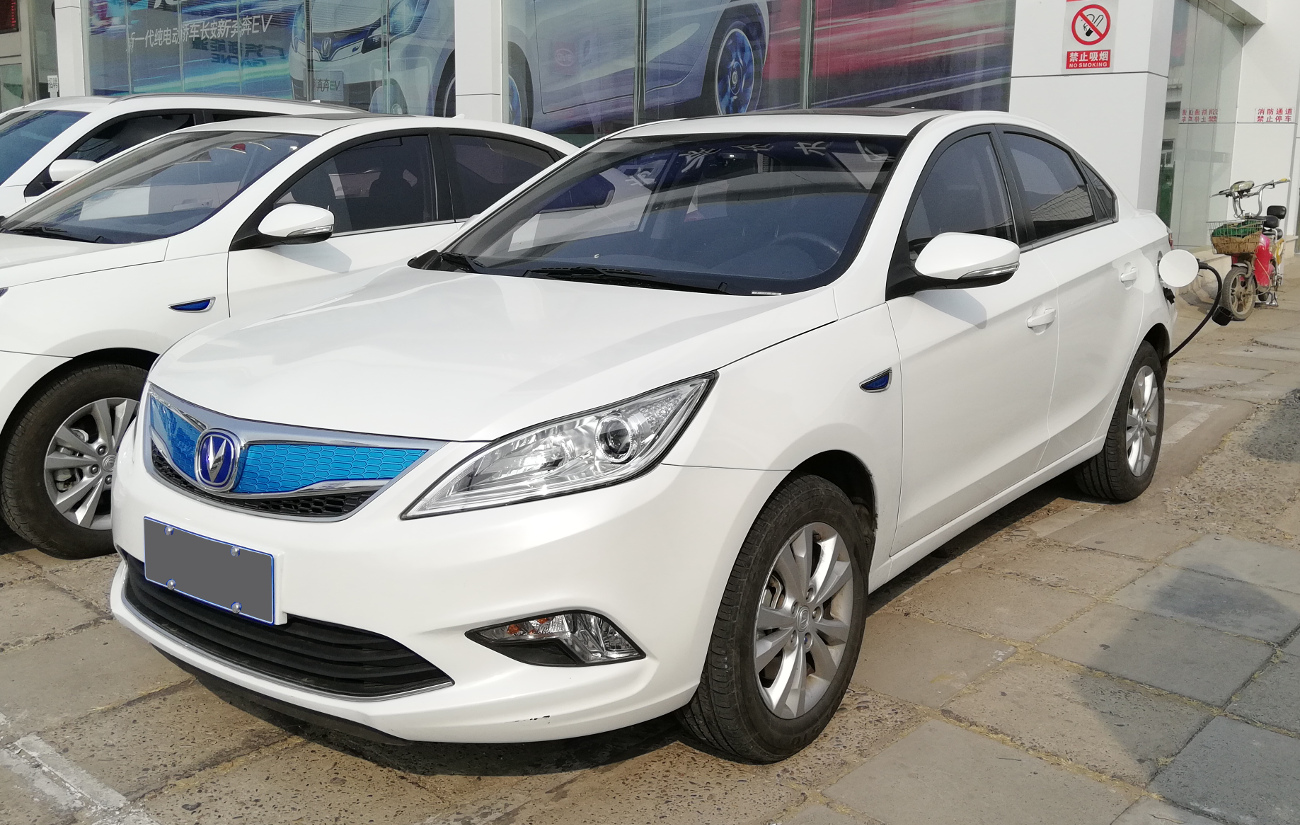
Changan Eado EV

### Eado EV460
Электромобиль Changan Eado EV460 производится с 2018 года. Его цена составляет 203 400 юаней. В отличие от Changan Eado EV300, запас хода автомобиля составляет 550 км. В 2021 году первая партия поступила в Чунцин в качестве такси. Аккумулятор заменяется за 20 секунд.

## Второе поколение
Второе поколение автомобилей Changan Eado выпускается с января 2018 года. Цены на автомобиль варьируются от 72 000 до 97 000 юаней. Автомобиль оснащается двигателями внутреннего сгорания объёмом 1,5—1,6 л мощностью 125—170 л. с., как и у Changan CS35 Plus. На базе Changan Eado также производится электромобиль Changan Eado EV.
В декабре 2019 года автомобиль прошёл рестайлинг и получил название Changan Eado Plus. Модель продаётся в Китае с марта 2020 года. С 31 мая 2023 года модель поставляется в Россию, где занимает второе место, по сравнению с Changan Alsvin. Конкурентами автомобиля являются Kia Cerato и Toyota Corolla.

### Галерея

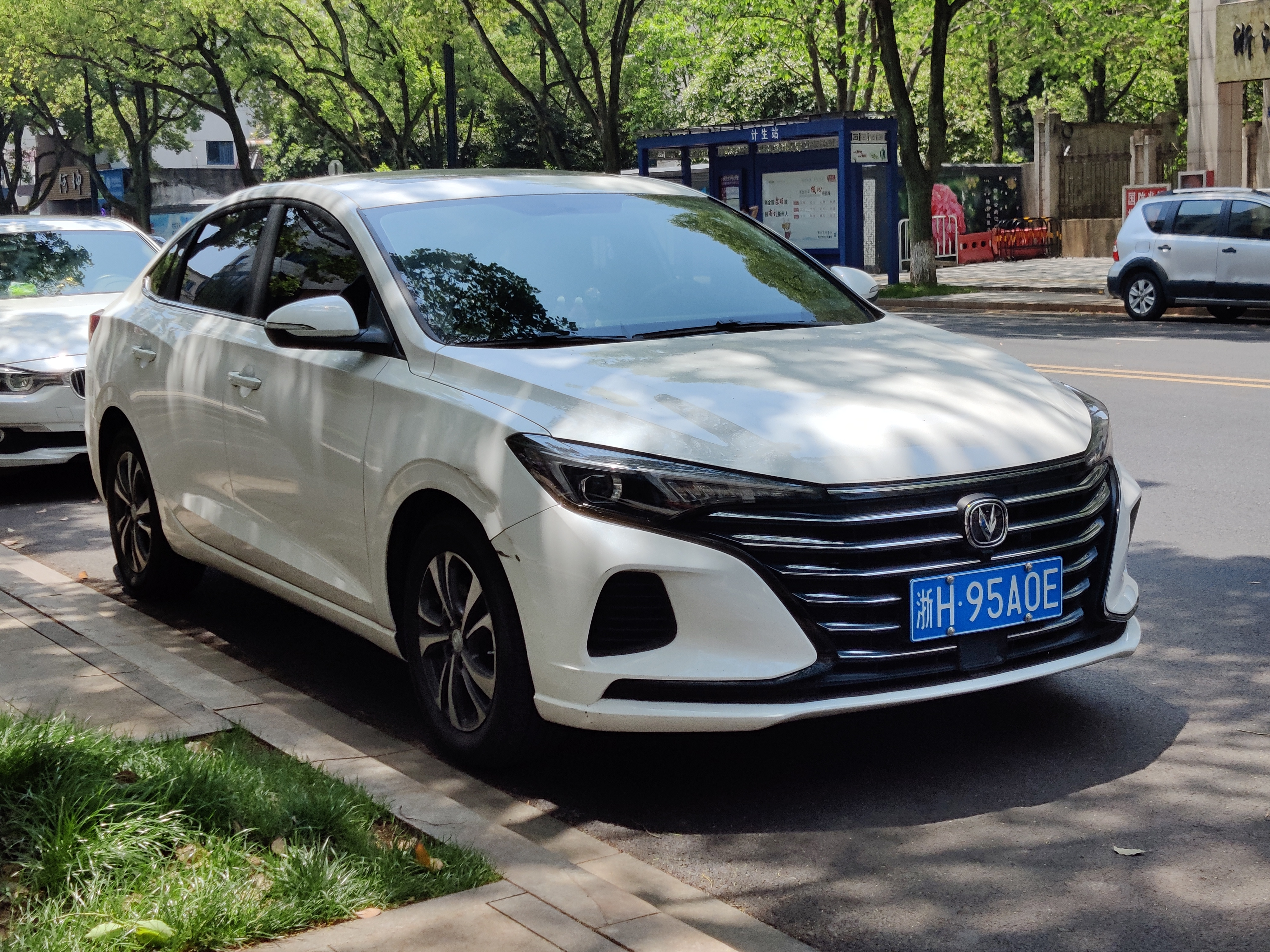
Вид спереди
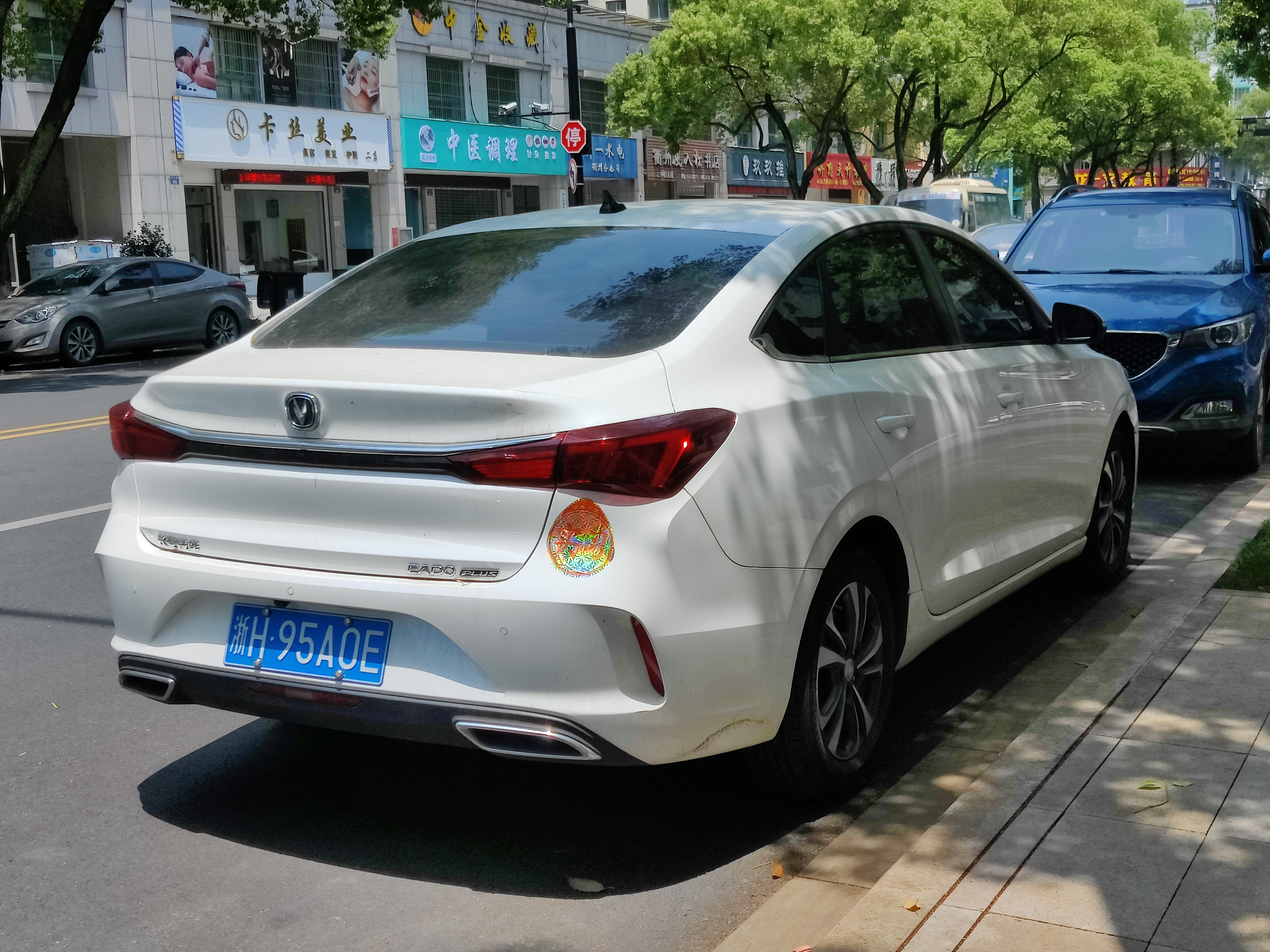
Вид сзади
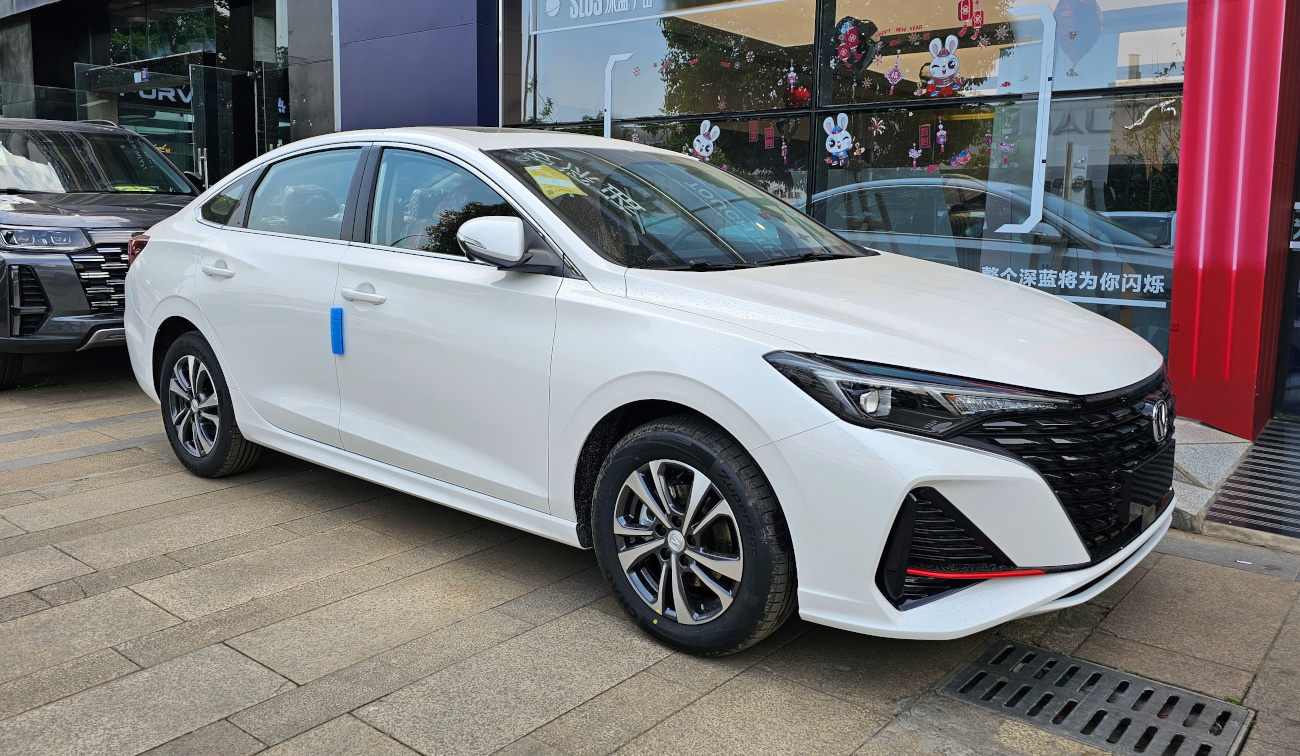
Рестайлинг передней части
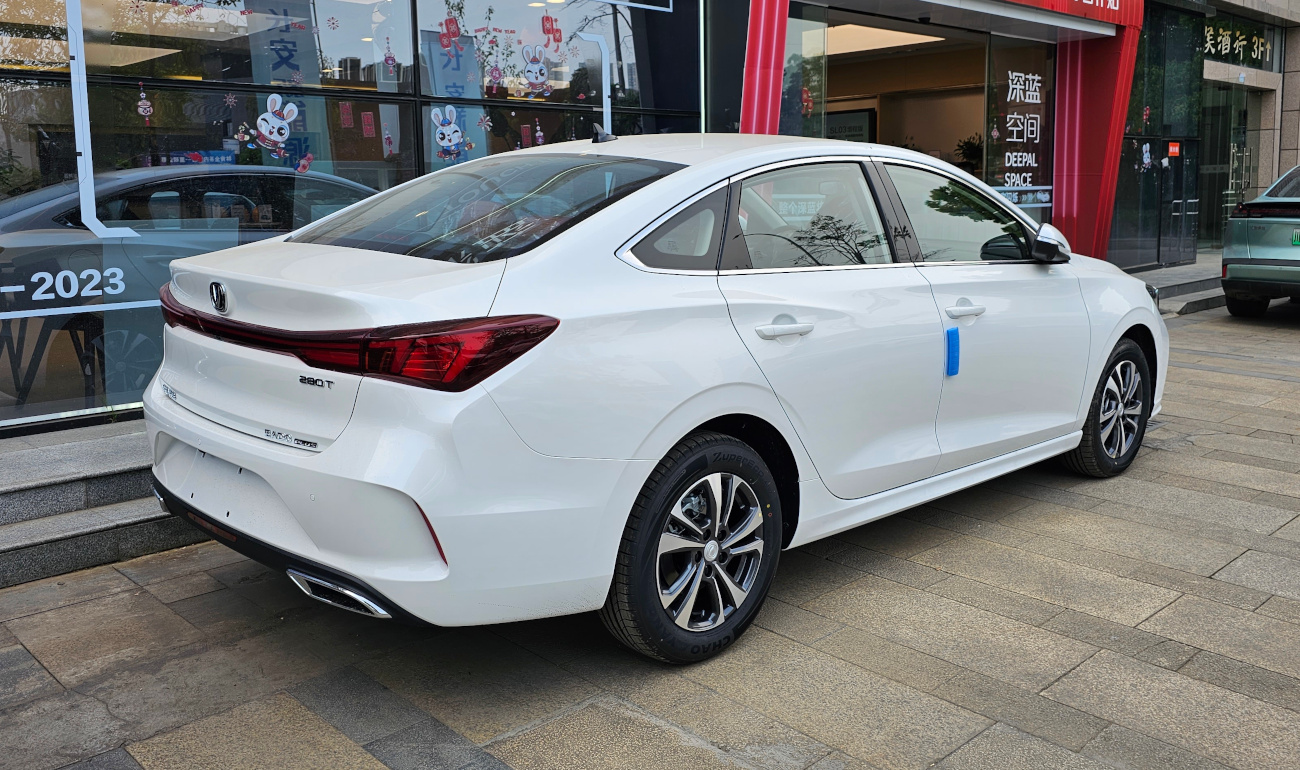
Рестайлинг задней части
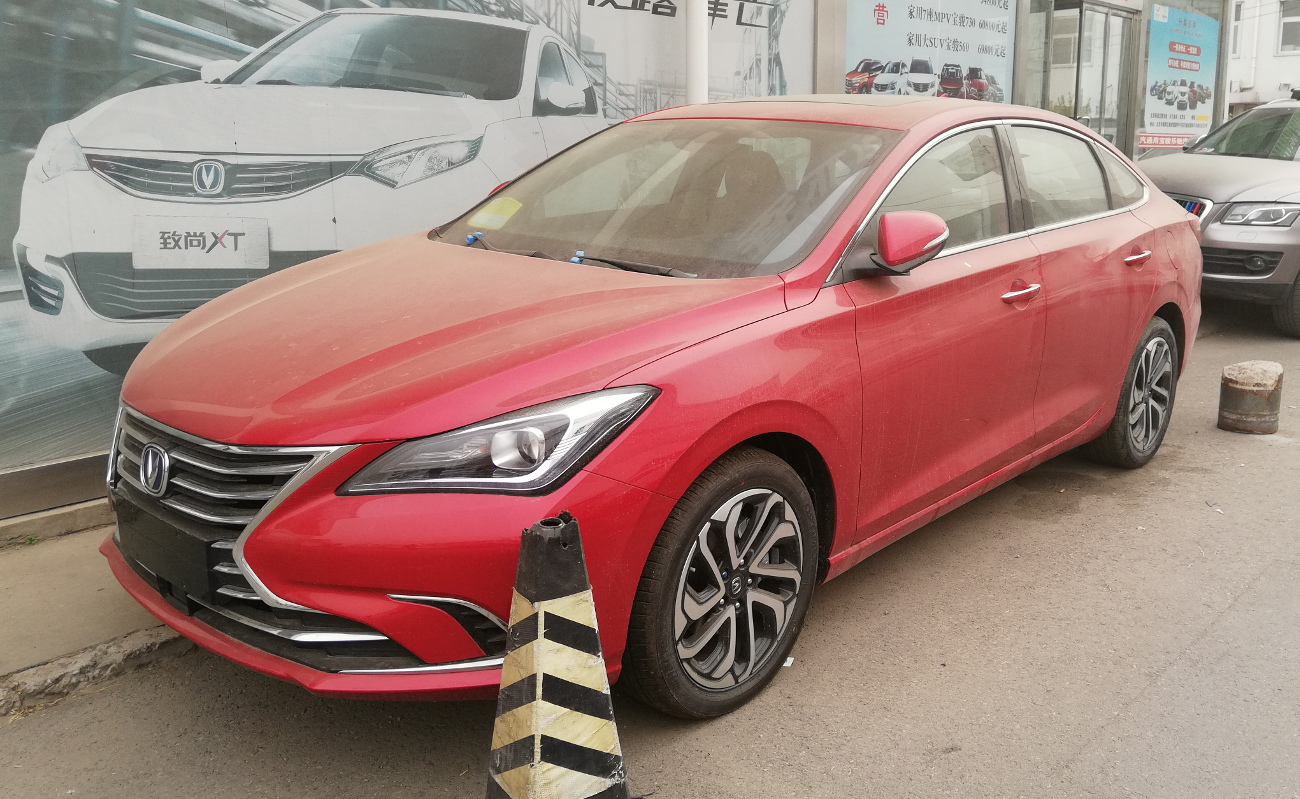
Changan Eado II
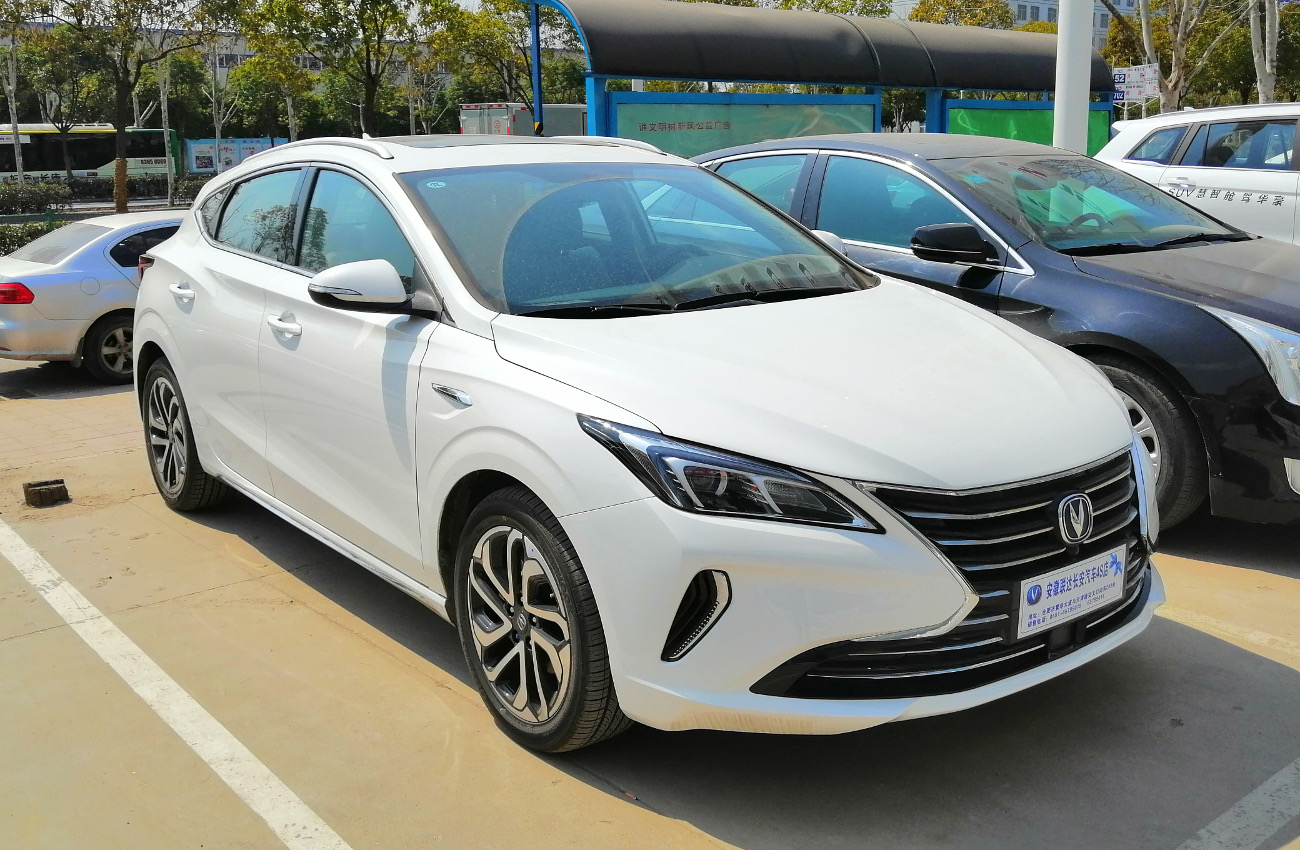
Changan Eado XT II
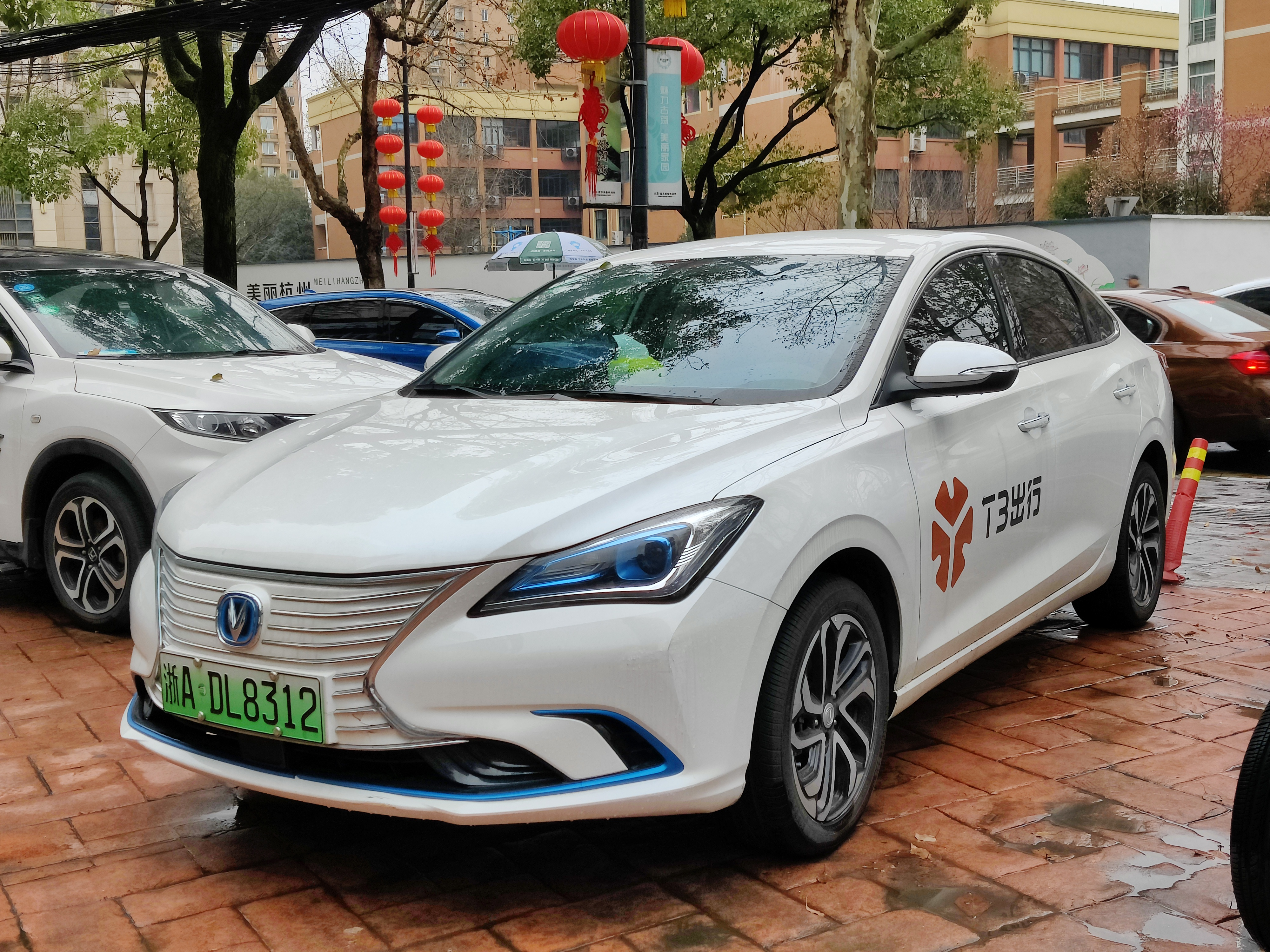
Changan Eado EV II